# Championnats d'Islande de cyclo-cross
Les championnats d'Islande de cyclo-cross sont des compétitions de cyclo-cross organisées annuellement afin de décerner les titres de champion d'Islande de cyclo-cross.

## Palmarès masculin

### Élites
| Année | Vainqueur       | Deuxième              | Troisième              |
| ----- | --------------- | --------------------- | ---------------------- |
| 2015  | Ingvar Ómarsson | Óskar Ómarsson        | Bjarki Bjarnasson      |
| 2016  | Ingvar Ómarsson | Óskar Ómarsson        | Emil Guðmundsson       |
| 2017  | Ingvar Ómarsson | Guðmundur Friðriksson | Bjarki Freyr Runarsson |
| 2018  | Ingvar Ómarsson | Hafsteinn Geirsson    | Guðmundur Sveinsson    |
| 2021  | Ingvar Ómarsson | Dennis Heijk          | Óskar Ómarsson         |
| 2022  | Ingvar Ómarsson | Dennis Heijk          | Hafsteinn Geirsson     |

### Juniors
| Année | Vainqueur        | Deuxième        | Troisième |
| ----- | ---------------- | --------------- | --------- |
| 2015  | Gústaf Darrasson |                 |           |
| 2016  | Gústaf Darrasson | Guðni Arnarsson |           |

## Palmarès féminin
| Année | Vainqueur                 | Deuxième                   | Troisième                 |
| ----- | ------------------------- | -------------------------- | ------------------------- |
| 2015  | Björk Kristjánsdóttir     | Thorgerdur Pálsdóttir      | Helga Halldórsdóttir      |
| 2016  | Ágústa Edda Björnsdóttir  |                            |                           |
| 2017  | Anna Kristín Pétursdóttir | Hrönn Ólína Jörundsdóttir  | Þóra Katrín Gunnarsdóttir |
| 2018  | Ágústa Edda Björnsdóttir  | María Ögn Guðmundsdóttir   |                           |
| 2021  | Björg Hákonardóttir       | Briet Kristy Gunnarsdóttir |                           |
| 2022  | Björg Hákonardóttir       | Elin Björg Björnsdóttir    | Hafdis Sigurdardóttir     |